# Alfred Keller (sculpteur)
Pour les homonymes, voir Alfred Keller.
Alfred Keller (*1902 - †1955 à Berlin) est un sculpteur anatomiste allemand concepteur de maquettes d'insectes. De 1930 à sa mort, il travaille pour le compte du Musée d'histoire naturelle de Berlin.
Sa tâche consiste à créer des maquettes grossies de 30 à 40 cm de hauteur représentant fidèlement de petits animaux, essentiellement des insectes. Pour ce faire, il utilise de la pâte à modeler, à partir de laquelle il moule un modèle en plâtre qu’il recouvre de plusieurs couches de papier-mâché contenant des fibres de lin et de la poudre de pierre. Il adjoint ensuite les détails morphologiques comme par exemple les ailes ou les soies avec des matériaux tels que la cire, celluloïd ou la galalithe. Enfin, il ajoute les couleurs, parfois avec de la dorure,.
Cette technique est imaginée par l'anatomiste français Louis Auzoux au début du XIXe siècle afin de permettre aux collectionneurs d'acquérir des modèles meilleur marché que ceux fabriqués en cire. Elle permet de concevoir des pièces légères, solides, flexibles et transportables. Mais là où Auzoux crée une industrie et un commerce populaire, Keller en fait un art exigeant et minutieux. En effet, la technique, la patience et la précision scientifique de Keller sont régulièrement louées, la plupart de ses reproductions lui demandant jusqu'à une année de travail ; par exemple, sa reproduction de Mouche domestique comporte 2653 poils, tous insérés à la main.
Une partie de son travail a été détruite pendant la Seconde Guerre mondiale, comme c'est le cas pour sa maquette de fourmi rouge léchant une goutte de miellat de puceron conçue en 1935 puis reconstruite en 1947. Aujourd'hui, le Musée d'histoire naturelle de Berlin présente une sélection des œuvres de Keller sous le titre Les célèbres modèles d’insectes d’Alfred Keller (Die berühmten Insektenmodelle von Alfred Keller).

## Galerie de quelques maquettes

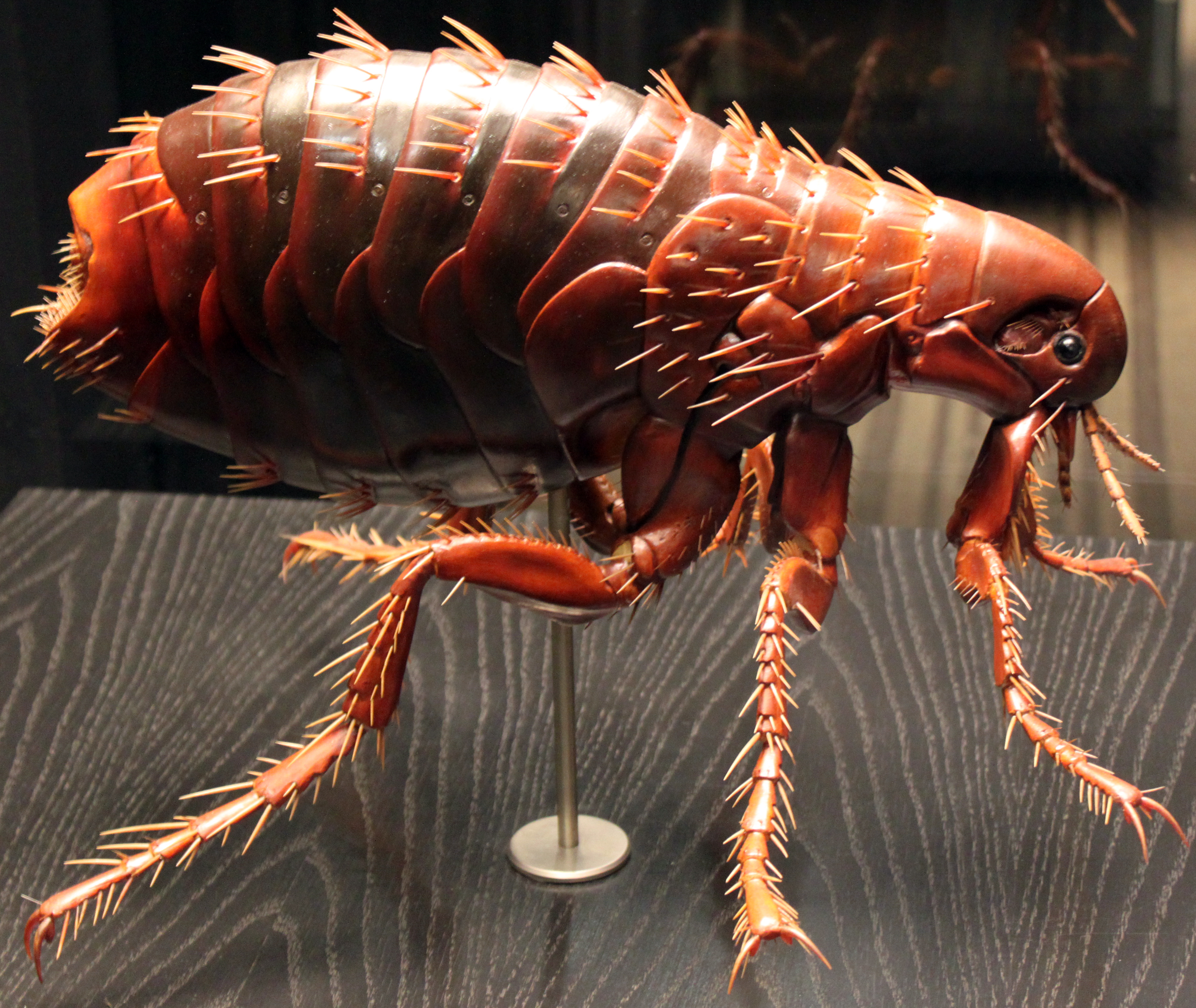
Pulex irritans, 1930, échelle 100:1
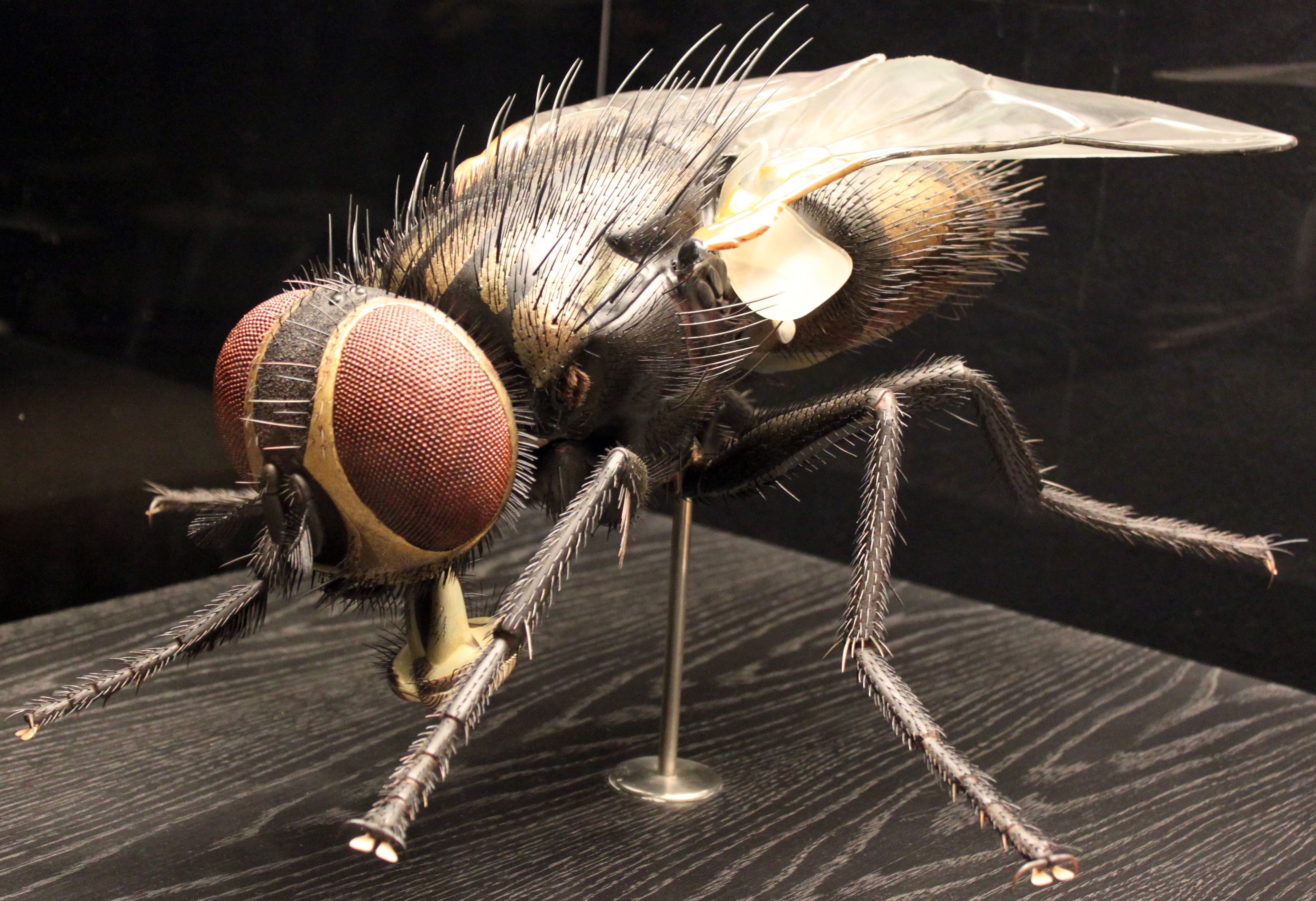
Musca domestica, 1932, échelle 50:1
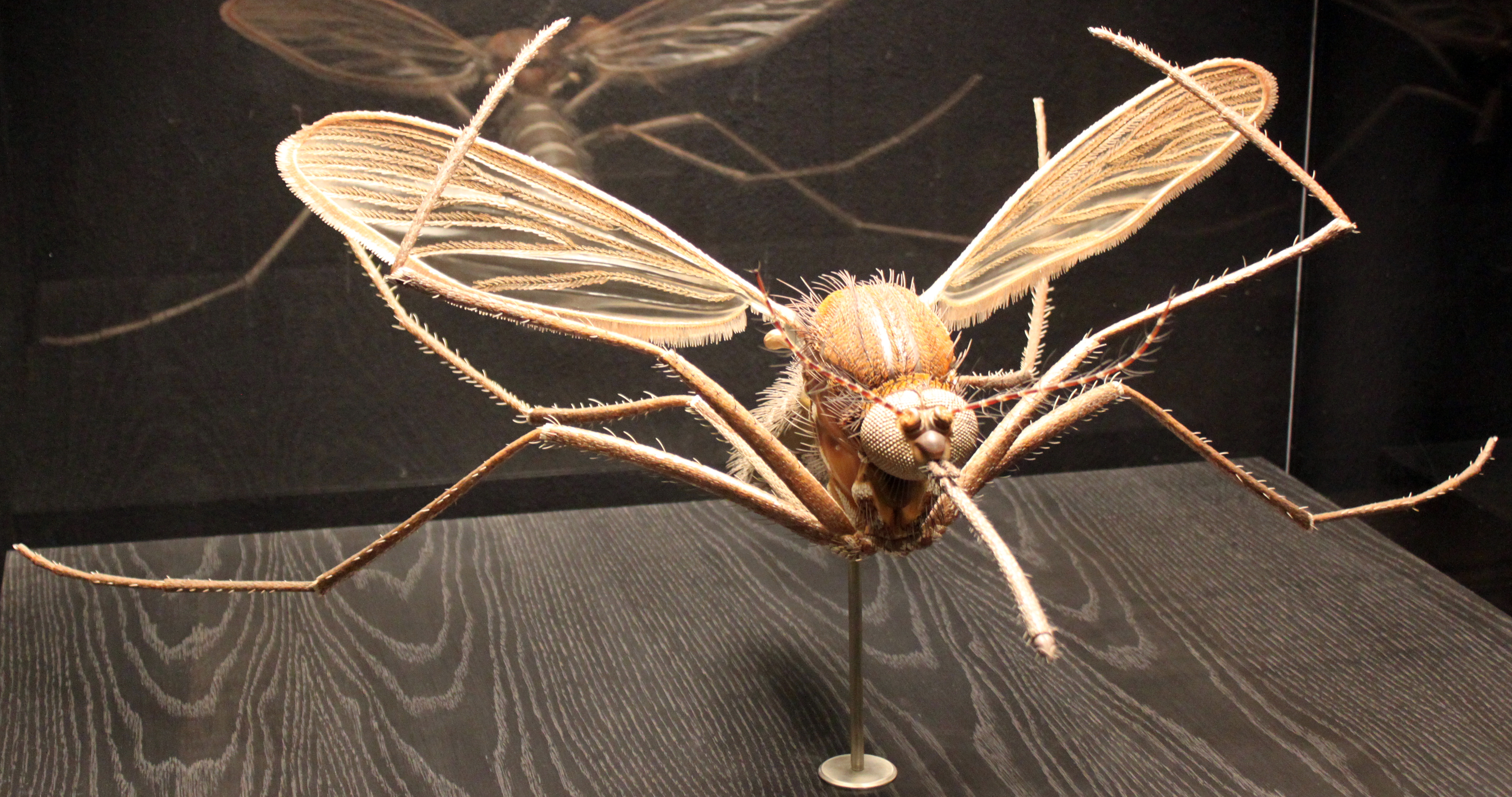
Culex pipiens, 1937, échelle 60:1
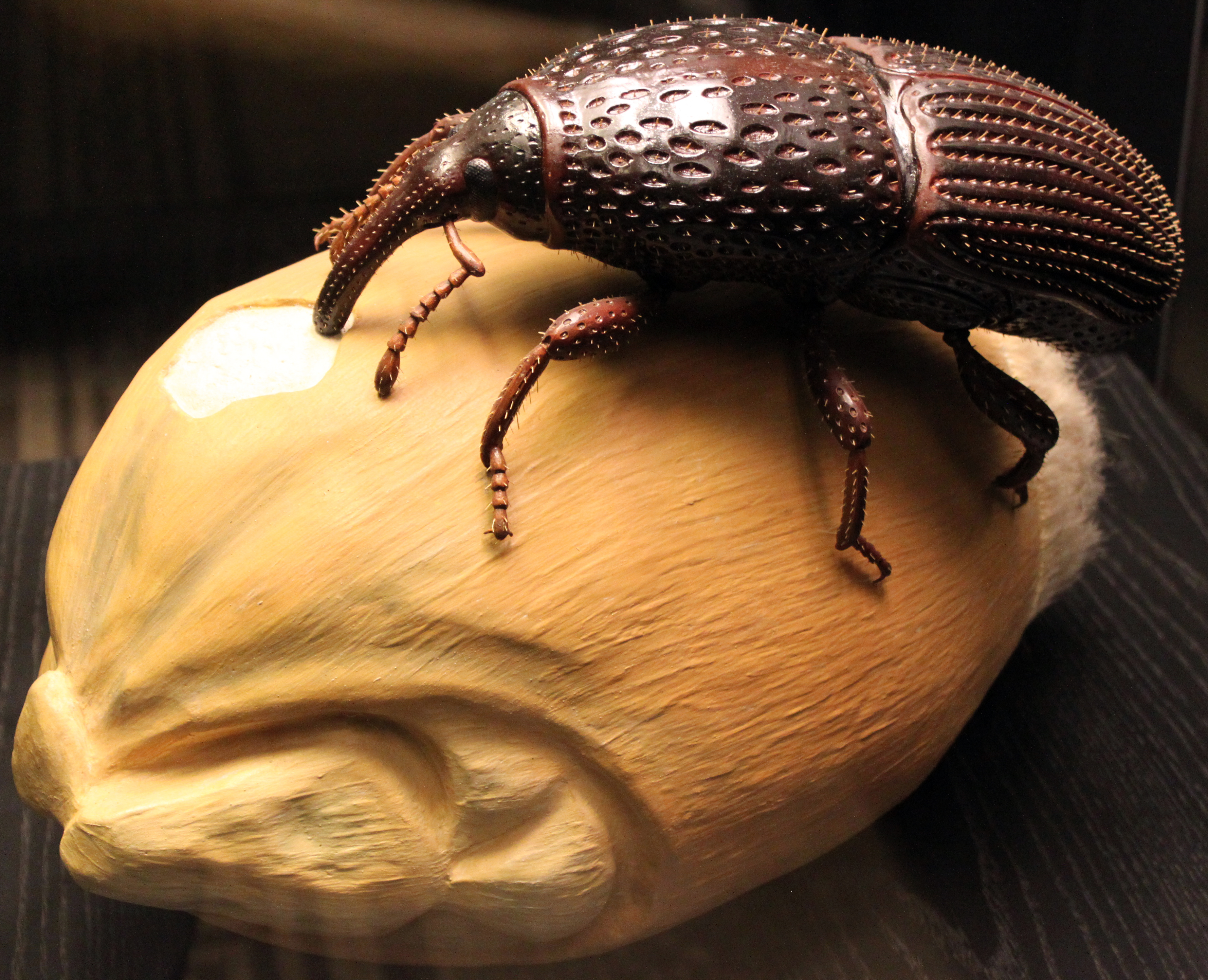
Sitophilus granarius sur un grain de blé, 1935, échelle 50:1
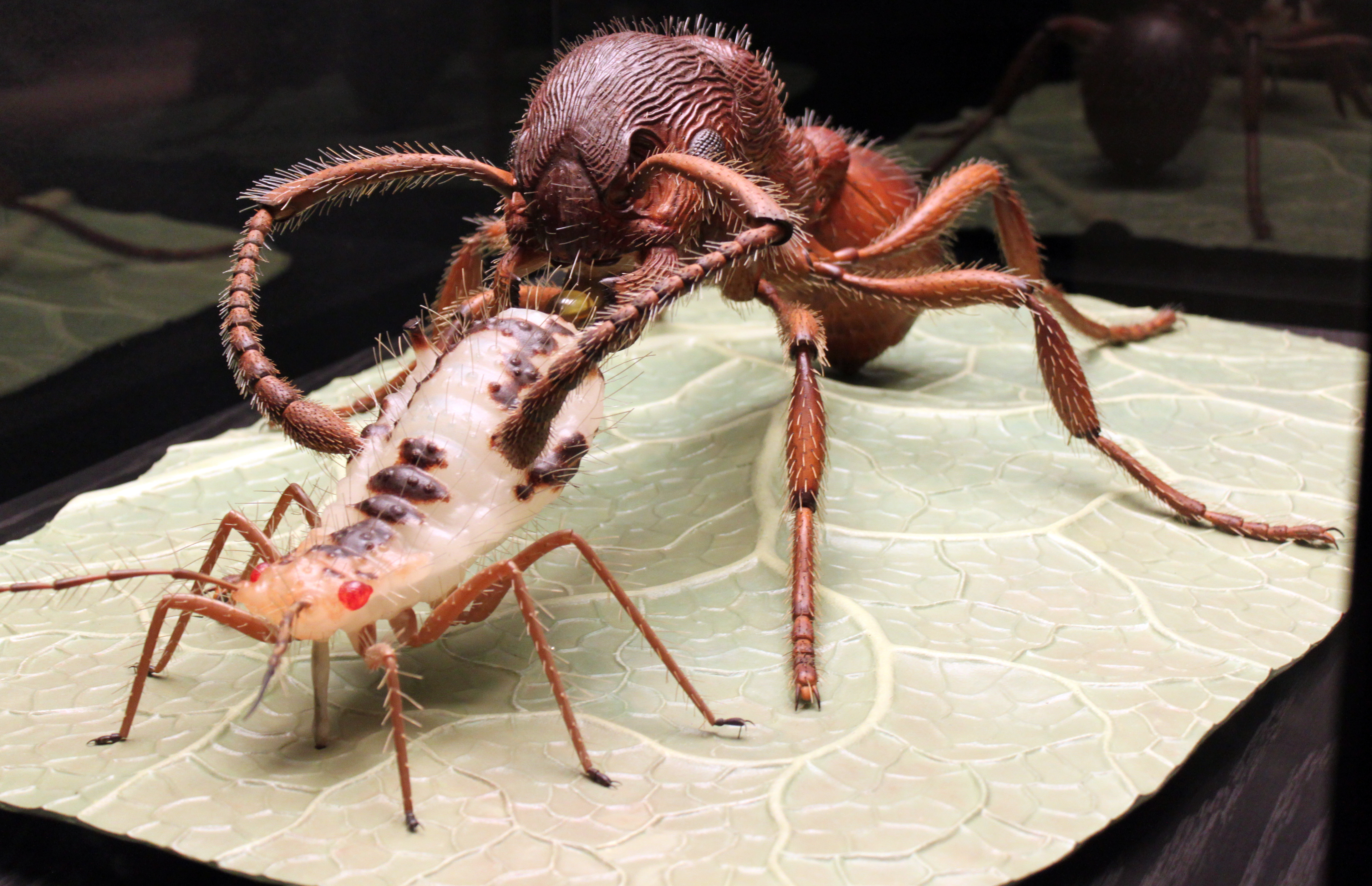
Myrmica rubra léchant une goutte de miellat d'un puceron de la famille Aphididae (Periphyllus aceris), 1947, échelle 100:1
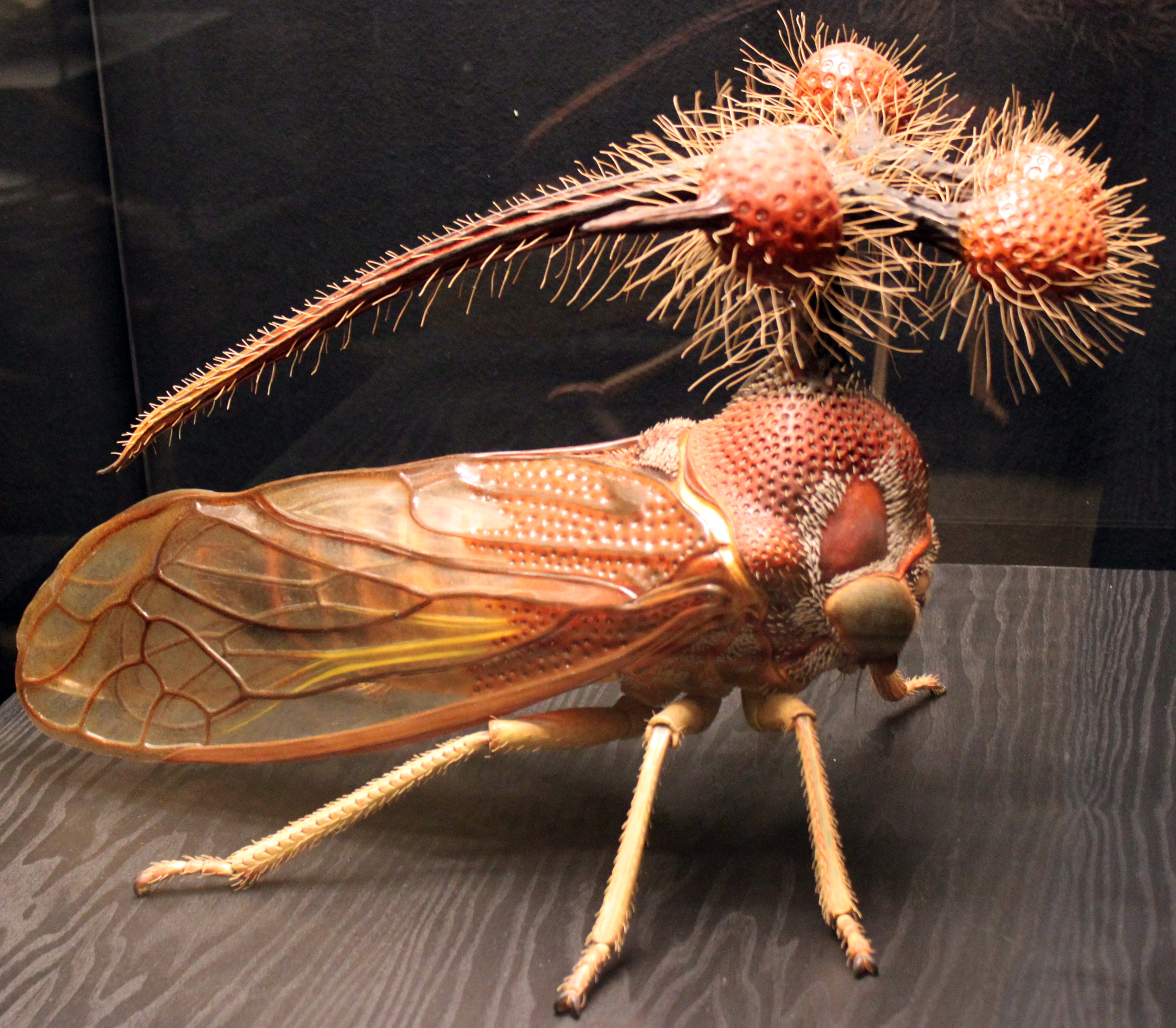
Bocydium globulare, 1953, échelle 180:1